# Hydrocynus
Hydrocynus: Gênero de peixes africanos, chamados de peixe-tigre africano (em Inglês, African Tigerfish).
O significado Hydrocynus (do grego) é "cão de água".

O dourado, Salminus maxillosus, foi primeiramente incluído neste gênero, com nome científico de Hydrocynus brasiliensis.

A espécie de maior porte é Hydrocynus goliath, outra espécie a Hydrocynus vittatus, a da imagem, é encontrada no rio Zambeze (Parque Nacional de Mana Pools, Zimbabwe e fronteira com Moçambique).

## Espécies
- Hydrocynus brevis (Günther, 1864)
- Hydrocynus forskahlii (G. Cuvier, 1819)
- Hydrocynus goliath Boulenger, 1898
- Hydrocynus tanzaniae B. Brewster, 1986
- Hydrocynus vittatus Castelnau, 1861